# سورن آراکلوف
سورن یوریویچ آراکلوف (به روسی: Сурен Юрьевич Аракелов) (زاده ۱۶ اکتبر ۱۹۴۷ در خارکف) ریاضیدان اهل روسیه است که در زمینه هندسه جبری حسابی فعالیت می‌کند. او در سال ۱۹۷۴ تحت سرپرستی ایگور شافارویچ دکترای ریاضیات را از مؤسسه استکلوف به دست آورد و پس از آن به عنوان پژوهشگر در مؤسسه نفت و گاز مسکو مشغول به کار شد. در سال ۱۹۷۹ به خاطر بیماری شیزوفرنی ناچار شد که فعالیت پژوهشی را متوقف کند و از آن پس در مسکو به همراه همسر و فرزندانش زندگی می‌کند. آراکلوف بیشتر به دلیل نظریه اش در هندسه جبری حسابی که به نام خود او نظریه آراکلوف نامیده شده‌است نامبردار است. در نظریه آراکلوف بررسی معادلات دیوفانتی (نقاطی روی خم {\displaystyle X} با مختصات صحیح در {\displaystyle \mathbb {Z} }) به کمک نظریه طرح‌ها ی گروتندیک و افزودن یک نقطه در بینهایت (کلاف‌های برداری {\displaystyle X(C)} روی با متریک هرمیتی) تکمیل می‌شود. این نظریه سپس به وسیله گرد فالتینگز به نحو گسترده‌ای برای اثبات حدس مردل (که برای اثبات آن فالتینگز در سال ۱۹۸۶ مدال فیلدز را دریافت کرد) به کار گرفته شد.